# 通海都督府
通海都督府，南诏设置的都督府。
治所在通海城（今云南省通海县附近）。大理国时改置秀山郡。元宪宗时置通海千户所。元朝至元十三年（1276年）改为通海县，为临安路治。 